# Macrotrachela rostrata
Macrotrachela rostrata är en hjuldjursart som beskrevs av Donner 1965. Macrotrachela rostrata ingår i släktet Macrotrachela och familjen Philodinidae. Inga underarter finns listade i Catalogue of Life.